# Yōko Hayashi
Yōko Hayashi (林 蓉子, Hayashi Yōko) est une ancienne joueuse de volley-ball japonaise née le 23 décembre 1983 à Matsushige (Préfecture de Tokushima). Elle mesure 1,74 m et jouait au poste de libero.

## Clubs
| Club                  | De        | À         |
| --------------------- | --------- | --------- |
| Université de Tsukuba | 2002-2003 | 2005-2006 |
| Sanyo Redthor         | 2006-2007 | 2010-2011 |
| Pioneer Red Wings     | 2011-2012 | 2013-2014 |

## Palmarès
- V.Challenge Ligue
  - Vainqueur : 2007.
  - Finaliste : 2009.